# マシュー・ペリー (補給艦)
マシュー・ペリー (USNS Matthew Perry, T-AKE-9) は、アメリカ海軍の補給艦。ルイス・アンド・クラーク級貨物弾薬補給艦の9番艦。艦名は日本の開国に成功したマシュー・ペリー代将（1794年-1858年）にちなむ 。
2006年1月30日、マシュー・ペリーの建造契約がカリフォルニア州サンディエゴのナショナル・スチール・アンド・シップビルディングと結ばれた。2008年10月3日に起工、2009年8月16日にペリーの玄孫にあたるヘスター・エヴァンスによって命名、進水した。

## 艦歴
本艦は、2011年（平成23年）に起きた東北地方太平洋沖地震の救援活動、トモダチ作戦に参加した。21日間の任務中、マシュー・ペリーは17回の補充活動を行い、1,500,000米ガロン (5,700 m3)以上の燃料と救援物資を輸送した。

## 参考資料
- この記事はアメリカ合衆国政府の著作物でありパブリックドメインであるNaval Vessel Registerに由来する文章を含んでいます。